# Ursula Strauss
Ursula Strauss (née le 25 avril 1974 à Melk) est une actrice autrichienne.

## Biographie
Ursula Strauss a grandi à Pöchlarn dans le district de Melk. Elle étudie pour devenir enseignant de la maternelle à Amstetten, puis elle s'installe à Vienne, où elle étudie de 1993 à 1996 au Volkstheater puis en devient membre. Par la suite, elle joue au Hoftheater Gossam, au St. Pöltner Bühne im Hof, au Melker Sommerspielen, Stadttheater Klagenfurt, dans les théâtres viennois Ensemble Theater, Theater Drachengasse et Theater in der Josefstadt et en Allemagne, au Theater Kiel.
En 1999, elle commence sa carrière cinématographique. Elle obtient son premier grand rôle en 2003 dans Böse Zellen (de). En 2008, elle se fait remarquer pour son rôle dans Revanche.
Elle joue aussi dans des séries télévisées comme Schnell ermittelt (de).
En 2012, Ursula Strauss reçoit le Prix du film autrichien de la meilleure actrice dans Vielleicht in einem anderen Leben (de) d'Elisabeth Scharang (de). Puis elle revient au théâtre dans le rôle de la commissaire d'exposition d'un festival culturel.

## Filmographie
Cinéma
- 2000: Gelbe Kirschen (de)
- 2003: Böse Zellen (de)
- 2004: Kotsch (de)
- 2005: Crash Test Dummies
- 2006: Krankheit der Jugend (de)
- 2006: Fallen
- 2008: Revanche
- 2010: Vielleicht in einem anderen Leben (de)
- 2011: Mein bester Feind (de)

Téléfilms
- 2005: Kampl
- 2008: Ein halbes Leben
- 2008: Sur un air de tango
- 2009: Die Spätzünder (de)
- 2010: Sang chaud et chambre froide
- 2010: Willkommen in Wien
- 2011: Poussières d'amour
- 2012: Le troisième œil - L'ange de la vengeance
- 2013: Alles Schwindel
- 2013: Un secret bien enfoui (Tod in den Bergen)

Séries télévisées
- 2004: Rex, chien flic
- 2005: SOKO Kitzbühel (de)
- 2007: Novotny & Maroudi – Zahngötter in Weiß (de)
- 2008: Trautmann
- 2009–2012: Schnell ermittelt (de), "Fast Forward" en français.
- 2009: Tatort – Kinderwunsch